# Metioche perpusillum
Metioche perpusillum är en insektsart som först beskrevs av Bolívar, I. 1912.  Metioche perpusillum ingår i släktet Metioche och familjen syrsor.

## Underarter
Arten delas in i följande underarter:
- M. p. ruficeps
- M. p. impicticollis
- M. p. infuscatum
- M. p. perpusillum